# Митчелл, Дэвион
Дэвион Демонте Эрл Митчелл (англ. Davion De'Monte Earl Mitchell; род. 5 сентября 1998, Хайнсвилл, Джорджия) — американский профессиональный баскетболист клуба «Майами Хит». 

## Ранние годы
Митчелл учился в средней школе округа Либерти в Хайнсвилле, штат Джорджия. В предпоследнем классе он набирал в среднем 24,2 очка, 7,1 результативных передач и 2,9 перехватов за игру, что помогло его команде выиграть титул чемпиона штата в классе 4A. Митчелл был назван игроком года по версии газеты Savannah Morning News. В выпускном класе он набирал в среднем 23,8 очка, 5,3 подбора и 5,2 результативных передач за игру. Митчелл выступал за команду «Джорджия Старс» в Любительском спортивном союзе. Получив всеобщее признание как четырехзвёздочный новобранец, он решил играть в студенческий баскетбол за команду «Оберн», отклонив предложения от «Цинциннати», «Коннектикута», «Флориды», «Джорджии» и «Клемсона».

## Карьера в колледже
Будучи новичком в «Оберне», Митчелл в среднем набирал 3,7 очка и 1,9 результативных передач за игру в качестве замены Джареда Харпера. После сезона он перешёл в «Бэйлор» и пропустил следующий сезон из-за правил трансфера NCAA. В течение этого года в он улучшил свою всестороннюю игру и изучал фильм о таких защитниках, как Кайл Лоури и Джейлен Брансон. Во время своего второго сезона Митчелл был стартовым игроком команды. 18 декабря 2019 года он набрал 19 очков, 4 результативные передачи и 4 перехвата в победной игре против «УТ Мартин Скайхокс (баскетбол)» (91:63). Будучи студентом второго курса, Митчелл в среднем набирал 9,9 очков и 3,8 результативных передач за игру. Он был назван новичком года конференции Big 12, а также вошёл в третью сборную конференции, оборонительную сборную конференции и сборную новичков конференции.
В свой юниорский сезон Митчелл улучшил свои снайперские и пасующие качества. 27 января 2021 года он набрал рекордные в карьере 31 очко, реализовав 7 трёхочковых, в победной игре против «Канзас Стэйт Уайлдкэтс» (107:59). Митчелл помог «Бэйлору» выиграть свой первый национальный чемпионат, набрав 15 очков, 6 подборов и 5 результативных передач в победном титульном матче против «Гонзаги» (86:70). Он получил награду Лучшего оборонительного игрока среди студентов по версии NABC и Приз имени Лефти Дриселла как лучший защитник в стране. Митчелл получил награду «Защитника года» конференции Big 12 и был включён в первую сборную конференции. 13 апреля он подал заявку на драфт НБА 2021 года, отказавшись от оставшегося права на поступление в колледж.

## Профессиональная карьера

### Сакраменто Кингз (2021—2024)
Митчелл был выбран под девятым номером на драфте НБА 2021 года командой «Сакраменто Кингз». 5 августа 2021 года он подписал контракт новичка с «Кингз». Митчелл помог «Сакраменто» выиграть Летнюю лигу НБА 2021 года и был назван MVP турнира вместе с Кэмом Томасом. Он также был включён в первую сборную Летней лиги.
20 октября Митчелл дебютировал в НБА, набрав 2 очка, 3 подбора и 3 результативные передачи в победной игре против «Портленд Трэйл Блэйзерс» (124:121). 20 марта 2022 года он набрал рекордные в карьере 28 очков, а также 3 подбора и 9 результативных передач в проигрышном матче против «Финикс Санз» (124:127). После того, как Де’Аарон Фокс выбыл из-за травмы руки ближе к концу сезона, Митчелл стал выходить в стартовом составе вместо него, набирая в среднем 18,6 очков и 8,9 результативных передач при 45,8% попаданий за 38,1 минут, сыгранных в этих играх.
Во втором сезоне игровое время и результативность Митчелла снизились, поскольку его минуты были распределены между новыми товарищами по команде, Маликом Монком и Кевином Хьюртером.

### Торонто Рэпторс (2024—2025)
28 июня 2024 года Митчелл, Саша Везенков, права на Джамала Шида и выбор во втором раунде драфта 2025 года были обменяны в «Торонто Рэпторс» в обмен на Джейлина Макдэниелса.

### Майами Хит (2025—настоящее время)
6 февраля 2025 года Митчелл был обменён в «Майами Хит» в ходе обмена пяти команд, включая обмен Джимми Батлера в «Голден Стэйт Уорриорз».
20 апреля 2025 года в первом раунде плей-офф Митчелл набрал 18 очков, сделал 4 подбора и 9 результативных передач в проигрышной игре против «Кливленд Кавальерс» (100:121).

## Статистика

### Статистика в НБА
| Сезон                                                                                    | Команда    | Регулярный сезон | Регулярный сезон | Регулярный сезон | Регулярный сезон | Регулярный сезон | Регулярный сезон | Регулярный сезон | Регулярный сезон | Регулярный сезон | Регулярный сезон | Регулярный сезон | Серия плей-офф | Серия плей-офф | Серия плей-офф | Серия плей-офф | Серия плей-офф | Серия плей-офф | Серия плей-офф | Серия плей-офф | Серия плей-офф | Серия плей-офф | Серия плей-офф |
| Сезон                                                                                    | Команда    | GP               | GS               | MPG              | FG%              | 3P%              | FT%              | RPG              | APG              | SPG              | BPG              | PPG              | GP             | GS             | MPG            | FG%            | 3P%            | FT%            | RPG            | APG            | SPG            | BPG            | PPG            |
| ---------------------------------------------------------------------------------------- | ---------- | ---------------- | ---------------- | ---------------- | ---------------- | ---------------- | ---------------- | ---------------- | ---------------- | ---------------- | ---------------- | ---------------- | -------------- | -------------- | -------------- | -------------- | -------------- | -------------- | -------------- | -------------- | -------------- | -------------- | -------------- |
| 2021/22                                                                                  | Сакраменто | 75               | 19               | 27,7             | 41,8             | 31,6             | 65,9             | 2,2              | 4,2              | 0,7              | 0,3              | 11,5             | Не участвовал  | Не участвовал  | Не участвовал  | Не участвовал  | Не участвовал  | Не участвовал  | Не участвовал  | Не участвовал  | Не участвовал  | Не участвовал  | Не участвовал  |
| 2022/23                                                                                  | Сакраменто | 80               | 9                | 18,1             | 45,4             | 32,0             | 80,6             | 1,3              | 2,3              | 0,6              | 0,2              | 5,6              | 7              | 0              | 20,0           | 41,3           | 25,9           | 83,3           | 1,3            | 1,7            | 0,9            | 0,1            | 7,1            |
| 2023/24                                                                                  | Сакраменто | 72               | 4                | 15,3             | 45,2             | 36,1             | 71,4             | 1,3              | 1,9              | 0,2              | 0,0              | 5,3              | Не участвовал  | Не участвовал  | Не участвовал  | Не участвовал  | Не участвовал  | Не участвовал  | Не участвовал  | Не участвовал  | Не участвовал  | Не участвовал  | Не участвовал  |
| 2024/25                                                                                  | Торонто    | 44               | 22               | 24,5             | 43,4             | 35,9             | 67,6             | 1,9              | 4,6              | 0,7              | 0,2              | 6,3              | Не участвовал  | Не участвовал  | Не участвовал  | Не участвовал  | Не участвовал  | Не участвовал  | Не участвовал  | Не участвовал  | Не участвовал  | Не участвовал  | Не участвовал  |
| 2024/25                                                                                  | Майами     | 30               | 15               | 31,6             | 50,4             | 44,7             | 70,2             | 2,7              | 5,3              | 1,4              | 0,3              | 10,3             | 4              | 3              | 35,5           | 61,0           | 50,0           | 42,9           | 2,3            | 6,3            | 0,8            | 0,3            | 15,0           |
|                                                                                          | Всего      | 301              | 69               | 22,1             | 44,2             | 34,4             | 69,8             | 2,8              | 3,3              | 0,6              | 0,2              | 7,6              | 11             | 3              | 25,6           | 50,6           | 34,1           | 61,5           | 1,6            | 3,4            | 0,8            | 0,2            | 10,0           |
| Наведите курсор мыши на аббревиатуры в заголовке таблицы, чтобы прочесть их расшифровку. |            |                  |                  |                  |                  |                  |                  |                  |                  |                  |                  |                  |                |                |                |                |                |                |                |                |                |                |                |

### Статистика в NCAA
| Сезон | Команда | Conf   | Class | GP | GS | MPG  | FG%  | 3P%  | FT%  | RPG | APG | SPG | BPG | PPG  |
| --- | ------- | ------ | ----- | -- | -- | ---- | ---- | ---- | ---- | --- | --- | --- | --- | ---- |
| 2017/18 | Оберн   | SEC    | FR    | 34 | 0  | 17,1 | 42,9 | 28,8 | 67,7 | 1,1 | 1,9 | 0,5 | 0,0 | 3,7  |
| 2019/20 | Бэйлор  | Big 12 | SO    | 30 | 30 | 32,4 | 40,9 | 32,4 | 66,3 | 2,7 | 3,8 | 1,5 | 0,4 | 9,9  |
| 2020/21 | Бэйлор  | Big 12 | JR    | 30 | 30 | 33,0 | 51,1 | 44,7 | 65,2 | 2,7 | 5,5 | 1,9 | 0,4 | 14,1 |
| Всего | Всего   | Всего  | Всего | 94 | 60 | 27,1 | 45,9 | 37,6 | 66,1 | 2,1 | 3,6 | 1,3 | 0,2 | 9,0  |
| Наведите курсор мыши на аббревиатуры в заголовке таблицы, чтобы прочесть их расшифровку Статистика приведена с сайта sports-reference.com |         |        |       |    |    |      |      |      |      |     |     |     |     |      |